# دنیس هایدن (هنرپیشه)
دنیس هایدن (انگلیسی: Dennis Hayden؛ زادهٔ ۷ آوریل ۱۹۵۲) یک هنرپیشه اهل ایالات متحده آمریکا است.
او در فیلم اکش جکسون بازی کرده‌است.